# 一挙両得
一挙両得（いっきょりょうとく）は、古代中国からの熟語。

## 概要
一つの行動を行っていただけであったというのに、二つの利益を得るということである。

### 由来
一挙両得という言葉が始めて出てくるのは『晋書』であるが、同じ意味合いで似た字面で綴られていたのは『晋書』よりも昔に著されていた『戦国策』であった。そこでは司馬錯という戦国時代の秦の将軍が、張儀という遊説家と恵王の前で論争を行っていた。司馬錯は蜀を責めるべきであると主張していたのに対し、張儀は韓を攻めるべきと主張していた。これを聞いていた恵王は、2人に更なる説明を求める。そうすれば張儀は、まず魏と楚と親善関係を結び、それから韓を討ってそのまま周を脅迫して秦が天下を取ることを主張。これに対し司馬錯は、まずは広大な蜀を手に入れて国力の増大を図るべきと主張。さらに司馬錯は、現在の秦の領土はわずかで庶民は困窮しているため、簡単なことからするべきとする。軍を良く治めて、庶民に害を与えないようにすれば、蜀は我々に帰順するだろう。そうすれば天下の人々は我々を非難することなく、我々は一度兵を動かすだけで名と利の両方を得られると主張した。この一度の行動で名と利の二つを得られるというのが一挙両得であった。この話を聞いた恵王は良い意見だと思い、司馬錯の意見を取り入れてまずは蜀を攻めて滅ぼした。